# Râul Monteoru, Sărățel
Râul Monteoru (numit și Râul Muntioru) este un curs de apă din județul Vrancea, unul din cele două brațe care formează râul Sărățel. 